# Тиканов, Александр Фёдорович
Александр Фёдорович Тиканов — сотрудник советских органов охраны государственной границы и правопорядка, комиссар милиции 2-го ранга.

## Биография
Военный комиссар 80-го пограничного отряда, потом 88-го Шепетовского пограничного отряда, затем с октября 1940 по 1941 заместитель начальника 107-го Мариампольского пограничного отряда по политической части, начальник отдела политической пропаганды. В 1949 комиссар Дальневосточного пограничного округа.

### Семья
Жена - Александра, две дочери - Ирина и Валентина. Дочь - майор советской армии, проживает в Канаде.

### Звания
- батальонный комиссар;
- полковник;
- комиссар милиции 3-го ранга (26 июля 1954);
- комиссар милиции 2-го ранга (29 апреля 1959).

### Награды
- Орден Красного Знамени
- Орден Красного Знамени
- Орден Красного Знамени (24.08.1945)[2]
- Орден Отечественной войны I степени
- Орден Отечественной войны II степени (06.11.1947)[2]
- Орден Красной Звезды (01.04.1940)[2]
- Орден Красного Знамени (10.12.1945)[2]
- Медаль За боевые заслуги (02.11.1944)[2]
- Медаль За оборону Ленинграда (22.12.1942)[2]
- Медаль За победу над Германией в Великой Отечественной войне 1941—1945 гг. (09.05.1945)[2]
- Медаль За победу над Японией (30.09.1945)[2]